# Rashidi Yekini
Rashidi Yekini, né le 23 octobre 1963 à Kaduna au Nigeria et mort le 4 mai 2012 à Ibadan, est un footballeur international nigérian, qui évoluait au poste d'attaquant. Deux fois meilleur buteur et une fois meilleur joueur de la (Coupe d'Afrique des Nations), Rashidi Yekini a inscrit plus de 600 buts dans sa carrière.

## Biographie

### Enfance et débuts de carrière
Originaire de Kaduna dans le nord du pays, il termine l'école en 1978 et perd son père la même année. Pendant un an, Rashidi, de nature discrète, très solitaire, asociale et introvertie, refait alors les peintures des voitures[réf. nécessaire].
Il effectue ses grands début à l'UNTL (United Nigerian Textiles Limited) à l'âge de 16 ans. À 22 ans, il rejoint l'Africa Sports d'Abidjan en Côte d'Ivoire, après trois clubs nigérians (l'UNTL, les Shooting Stars et les Abiola Babes). Il y remporte là trois trophées en trois ans, avant de partir pour l'Europe et le club de D2 de Vitória Setubal au Portugal. Il y connaît là l'apogée de sa carrière, terminant même meilleur buteur du championnat portugais en 1993-94 avec 21 buts (un an après avoir inscrit en D2 34 buts en 32 matchs et aidé les Sadinos à monter en première division en 1993, année où il fut nommé Joueur africain de l'année).
À l'été 1994, il est acheté par le club grec de l'Olympiakos, ne parvenant à retrouver son niveau de jeu au Portugal, où, après un autre passage raté d'une saison raté en Espagne au Sporting Gijón, il finit par retourner, sans jamais parvenir à se réimposer en Europe. En 1997, il parvient pourtant à réaliser une bonne saison avec 14 buts en 28 matchs lors de sa saison au FC Zurich.
En 1998, il quitte définitivement le vieux continent, et part tout d'abord en Tunisie au Club athlétique bizertin, pour ensuite retourner à l'Africa Sports puis en Arabie saoudite à l'Al Shabab Riyad. En 2003, à 39 ans, il fait son retour au pays avec le club du Julius Berger FC.
En 2005, à 41 ans, celui que l'on surnomme le « Taureau de Kaduna » fait un court retour sur les terrains, en jouant pour quelques mois aux côtés de son ancien coéquipier en sélection Mobi Oparaku avec le Gateway United FC.

### Sélection nationale
Avec la sélection nigériane olympique, il participe aux Jeux olympiques de Séoul de 1988, bien que comme tous les autres joueurs de la compétition il n'ait jamais participé à une seule coupe du monde. Le parcours est calamiteux : trois défaites sur trois matches contre le Brésil, la Yougoslavie et l'Australie. Toutefois, Yekini marquera le seul but nigérian de la compétition et ce contre les Yougoslaves (1-3).
Après trois finales de la CAN (Coupe d'Afrique des nations) perdues en 1984, 1988 et 1990, il remporte enfin le titre en Tunisie en 1994. Il marque deux buts contre le Gabon (match gagné 3-0) au premier tour. Le Nigeria se qualifie pour les quarts de finale contre le Zaïre et Yekini marque les deux buts de la victoire (dont un sur penalty). En demi-finale, les Super Eagles éliminent la Côte d'Ivoire aux tirs au but 2-2 (4-2). Yekini s'illustre une fois de plus en marquant un des deux buts nigérians. En finale, le Nigeria décrochera le titre de champion d'Afrique face à la Zambie (2-1) et Yekini celui de meilleur buteur avec cinq réalisations.
C'est cette même sélection, entraînée par le néerlandais Clemens Westerhof, et truffée de futures vedettes (Sunday Oliseh, Daniel Amokachi, Jay-Jay Okocha, Finidi George, Emmanuel Amunike, etc.) qui participera à la « World Cup » 1994 aux États-Unis.
Le premier adversaire en Coupe du monde est la Bulgarie. Yekini, peu élégant dans le jeu mais très puissant et déjà confirmé en sélection, marque le premier but nigérian à la 21e minute (match remporté 3-0), s'agissant là du premier but de l’histoire des Super Eagles en Coupe du monde (et la célébration de son auteur Yekini qui agite les filets, est restée dans les mémoires). Le Nigeria fera un parcours honorable en ne sortant qu'en huitième de finale contre l'Italie sur le score de 1-2.
En 1998, le Nigeria est entraîné par Bora Milutinović et se qualifie pour la coupe du monde en France. Yekini ne jouera qu'un rôle de remplaçant contre l'Espagne et la Bulgarie (gagnés 3-2 et 1-0) et ne sera titularisé que lors du match perdu contre le Paraguay (1-3). Néanmoins, Yekini ne marquera jamais lors de cette compétition où le Nigeria se fera étriller par la sélection danoise dès les huitièmes de finale (1-4). Il prend sa retraite internationale l'année suivante.

### Décès
Le 4 mai 2012, Rashidi Yekini meurt à l'âge de 48 ans, dans la ville où il habitait depuis 2005, Ibadan (tandis que d'autres sources indiquent le village d'Iraa où habitait une partie de sa famille et où il fut enterré le lendemain de l'annonce de sa mort), à la suite de problèmes d'ordre neurologique selon la version officielle. La nouvelle fut confirmée par ses anciens coéquipiers Mutiu Adepoju et Ike Shorunmu.
Il était père de trois filles, qu'il avait eues avec trois femmes différentes.

## Palmarès

### En sélection
Nigeria
- Coupe d'Afrique des nations (1) :
  - Vainqueur : 1994.
  - Finaliste : 1984, 1988 et 1990.
  - Troisième : 1992.
  - Meilleur buteur : 1992 (4 buts) et 1994 (5 buts).

### En club
| Shooting Stars - Coupe d'Afrique des clubs champions : - Finaliste : 1984. |  | Africa Sports - Championnat de Côte d'Ivoire (1) : - Champion : 1989. - Coupe de Côte d'Ivoire (2) : - Vainqueur : 1989 et 2002. |  | Vitória Setubal - Championnat du Portugal : - Meilleur buteur : 1993-94 (21 buts). - Championnat du Portugal D2 : - Meilleur buteur : 1991-92 (22 buts) et 1992-93 (34 buts). |

### Distinctions personnelles
- 62 sélections et 37 buts avec l'équipe du Nigeria (meilleur buteur de l'histoire de la sélection nigériane).
- Élu Joueur africain de l'année en 1993.